# انجمن زمین‌شناسی لندن

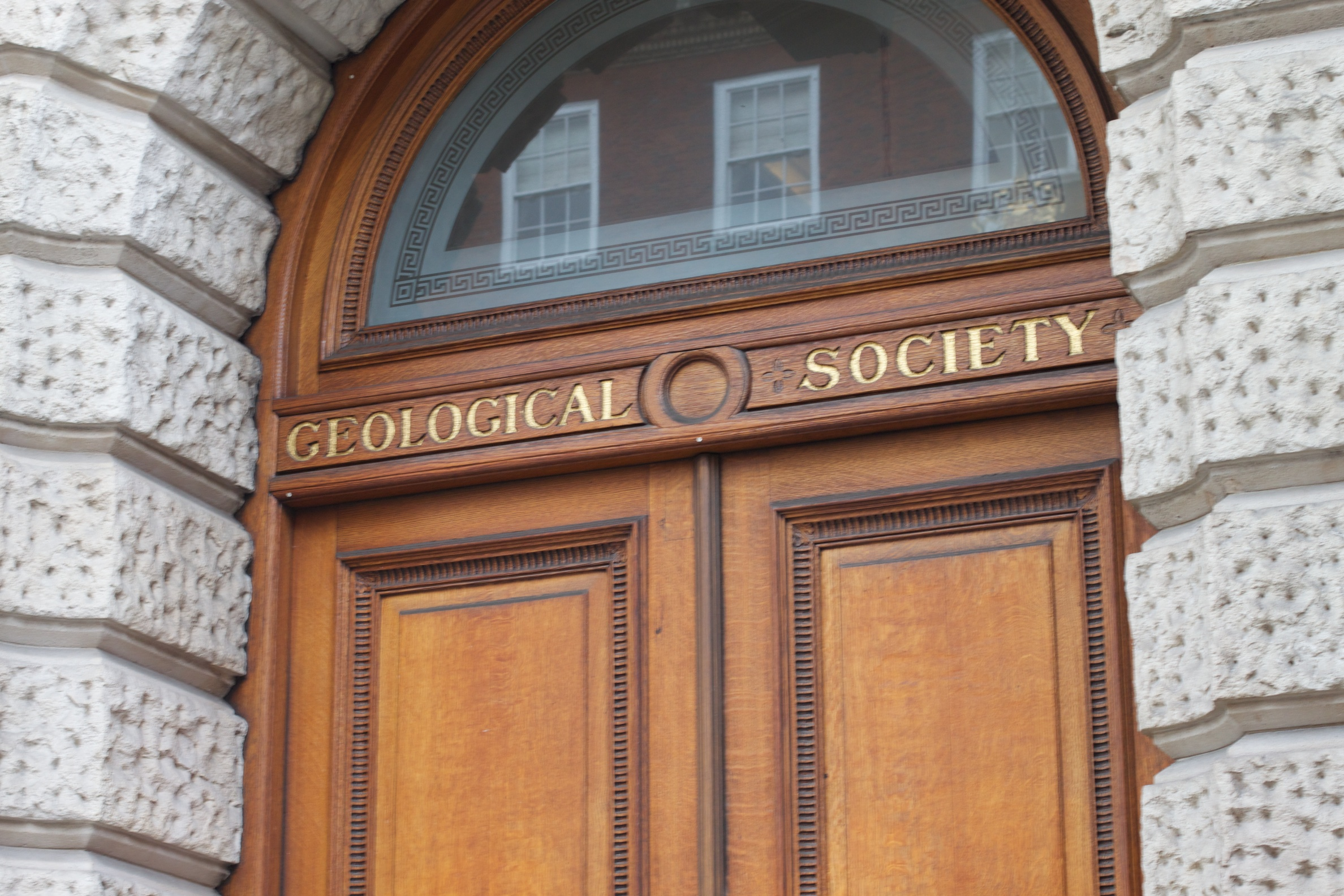
انجمن زمین‌شناسی لندن برلینگتون‌هاوس پیکدیلی

انجمن زمین‌شناسی لندن (به انگلیسی: Geological Society of London) که در بریتانیا بنام «انجمن زمین‌شناسی» نیز شناخته می‌شود یک جامعه و انجمن علمی در انگلستان است. این مؤسسه قدیمی‌ترین انجمن زمین‌شناسی ملی در جهان و بزرگترین در اروپا با بیش از ۱۲٬۰۰۰ همکار علمی است. همراهان به مقام حرفه‌ای «اف جی سی» که بعد از نام زمین‌شناس می‌آید (FGS postnominal) «همکار انجمن زمین‌شناسی» شناخته می‌شوند، بیش از ۲٬۰۰۰ نفر از آنها خبرگان در زمین‌شناسی (CGeol) می‌باشند. این انجمن یک مؤسسهٔ خیریهٔ ثبت شده به شماره ۲۱۰۱۶۱ است.
انجمن زمین‌شناسی یکی از اعضای «شورای علوم» بریتانیا و دارای مجوز صدور مدرک «دانشمند خبره» به زمین‌شناسان عضو دارای صلاحیت است.

## هدف جامعه
آشناساختن زمین شناسان با یکدیگر تحریک شوق و ذوق حمیت حرفه‌ای خود، القای آنها را به اتخاذ روش نامگذاری و علامت گذاری مشترک، تسهیل ارتباطات آنان با حقایق جدید و حصول اطمینان از آنچه را که از علم خود شناخته‌اند و آنچه که برای کشف شدن باقی‌مانده‌است.